# مشاعر الأمة
مشاعر الأمة هي وثيقة قدمها خوسيه ماريا موريلوس، زعيم المتمردين في حرب الاستقلال المكسيكية، إلى المؤتمر الوطني التأسيسي في تشيلبانسينغو (ولاية غيريرو حاليا) في 14 سبتمبر 1813.
حددت الوثيقة في 23 نقطة رؤية موريلوس للأمة المستقبلية للمكسيك.
1. أمريكا حرة ومستقلة عن إسبانيا وجميع الدول أو الحكومات أو الملكيات الأخرى.
2. العقيدة الكاثوليكية هي الدين الوحيد ولن يتم التسامح مع غيرها.
3. كهنة الدين لا يعيشون إلا على العشور وبواكير الثمار، والناس لا يدينون إلا بالالتزام والقرابين.
4. العقيدة كما أسستها هرمية الكنيسة: البابا والأساقفة والكهنة.
5. تنبع السيادة من الشعب وتوضع في الكونغرس القومي الأمريكي الأعلى، المكون من ممثلين عن المقاطعات بأعداد متساوية.
6. تقسيم السلطات إلى السلطات التنفيذية والتشريعية والقضائية المناسبة.
7. يخدم النواب لمدة أربع سنوات بالتناوب.
8. أجر مناسب للممثلين لا يتجاوز 8000 بيزو.
9. وظائف مخصصة للأمريكيين فقط.
10. لا يسمح بدخول الأجانب إلا إذا كانوا حرفيين قادرين على مشاركة مهاراتهم وخاليين من كل شك.
11. حكومة ليبرالية تحل محل الاستبداد بطرد الإسبان.
12. يجب أن تعزز القوانين الروح الوطنية والصناعة والاعتدال في البذخ والبطالة وتحسين الكثير وتعليم الفقراء.
13. يجب أن تنطبق القوانين على الجميع، دون أي امتيازات.
14. يجب صياغة القوانين ومناقشتها من قبل أكبر عدد ممكن من الحكماء.
15. حظر العبودية إلى الأبد، حيث أنها تمييز بين الطبقات الاجتماعية، فجميعهم متساوون والرشد والفضيلة فقط يميزون الأمريكي عن الآخر.
16. أن تكون بعض موانئ الدولة مفتوحة للسفن الأجنبية الصديقة، وتخضع لضريبة بنسبة 10٪.
17. لا يجوز انتهاك حرمة المنازل والممتلكات.
18. لا يجوز التعذيب.
19. 12 ديسمبر سيُكرس لعذراء غوادالوبي، ويحتفل به.
20. يجب ألا تدخل القوات الأجنبية البلاد، وإذا فعلوا ذلك لتقديم المساعدة، فلا يجوز لهم الاقتراب من مقر الحكومة.
21. لا يُسمح بالبعثات خارج حدود الدولة، ولا سيما الرحلات الاستكشافية إلى الخارج؛ يُسمح بالبعثات في الداخل لنشر الإيمان.
22. وقف دفع الجزية؛ ضريبة 5٪ أو مبلغ خفيف مشابه يتم تحصيله.
23. 16 سبتمبر ليكون ذكرى الاستقلال.

## روابط خارجية
- Sentimientos de la nación، de José María Morelos. Chilpancingo، 14 de septiembre de 1813